# Трансвестизам
Реч трансвестизам је променила неколико значења откако је измишљена 1910. године, а данас се користе сва значења осим оригиналног. Неопходно је одредити у ком се тачном значењу реч користи пре него што се дефинише.

## Историја
Иако је тај термин сковао Магнус Хиршфелд још 1910-их, овај феномен није нов. Помиње се у хебрејској Библији. Као део хомосексуалног покрета Вајмарске Немачке на почетку, први сопствени трансвеститски покрет почео је да се формира од средине 1920-их, што је резултирало оснивањем првих организација и првог трансвеститског часописа, Das 3. Geschlecht. Успон националсоцијализма зауставио је овај покрет од 1933. године.

## Настанак речи
Магнус Хиршфелд је измислио реч трансвестизам око 1915. године у Берлину (од латинског trans и vestere- облачити), у својој књизи Трансвестити. Користио је ову реч да опише групу људи који су обично и добровољно носили одећу традиционално резервисану за други пол. Хиршфелдова група трансвестита је укључивала биолошке мушкарце и жене (физичко) хетеросекуалне, хомосексуалне, бисексуалне или асексуалне оријентације.
Хиршфелд сам није био посебно задовољан овим изразом, зато што је закључио да је одећа само испољивање разлога што се облачи. Заправо, Хиршфелд је помагао људима да постигну прве промене имена и изврше прве операције замене пола. Хиршфилдови трансвестити су зато, по данашњим мерилима, не само трансвестити већ и трансродни људи.
Хиршфилд је радио у оквиру постојања три пола: мушки, женски и остали, односно трећи пол. Под трећим полом су се сматрали људи који су, по данашњим стандардима, кршили хетеронормативна правила. По данашњим мерилима, ово је еквивалент квир (од енглеске речи queer) људи, тј. хомосексуалаца (жена и мушкараца), бисексуалаца и трансполних људи. Због тога није постојао разлог да се смисли нови израз за различите врсте Хиршфилдових трансвестита.
Хиршфилд је такође приметио да је сексуално узбуђење често, али не и увек, повезано са трансвеститским понашањем, те је јасно разликовао трансвестизам као изражавање људских трансполних осећања и фетиша, чак и ако је фетиш укључивао ношење одеће супротног пола.
Употреба израза травести већ је била уобичајена у француском језику почетком 19. века, одакле је израз увезен на португалски језик, са истим значењем.
Данас се Хиршфилдова дефиниција трансвестизма не користи, а данашњи израз „трансродно” је еквивалент.

## Модерно коришћење
Успон нациста и Други светски рат су окончали како Хиршфилдов посао, тако и већину европског истраживања на тему сексуалности. У Европи и Северној Америци је трансвеститско понашање (било жена или мушкараца) до шездесетих година двадесетог века виђено као израз хомосексуалности или потискивање хомосексуалних нагона. Такође, идеја о три пола под којима је радио Хиршфилд је нестала, а већина се вратила на идеју о два пола, све до краја двадесетог века.
Шездесетих година двадесетог века, Хери Бенџамин (и други) су поново започели рад са људима који су показивали трансвеститско понашање. За разлику од Хиршфилда, који је покушао да пронађе решење у ком би људи трећег пола могли да живе у друштву, сада су људи који су имали карактеристике групе „други” били очекивани да пронађу место као нормални мушкарци или нормалне жене. Такође, уколико особа није могла да буде излечена од трансвеститског понашања, сматрало се да је најбоље да промене пол. Они који нису пристали или нису сматрали да постоји разлог да се „лече” су били означени као хомосексуалци или сексуални фетишисти.
Данас се поистовећивање трансвестизма са хомосексуалношћу, трансвестиских фетишизмом и транссексуалношћу и даље постоји.
Данас се термин трансвестит обично сматра застарелим и погрдним, а термин кросдресер се користи као прикладнија замена.

### Разилажење с хомосексуалношћу
Друштвене промене су донеле и друге разлике.
Покрети за права хомосексуалаца су, након немира у Стоунволу, смањили конекцију са хомосексуалношћу, јер су хомосексуалци постали присутнији у јавности и већина њих нису били трансвестити.
Многи научници су подразумевали, иако научно недоказано, да жене немају фетише. У ово време се у већини западних друштава прихватало да жене носе одећу традиционално повезану с мушкарцима и то је било не само дозвољено, већ често и модерно.
Данас се трансвестизам и даље углавном повезује с мушкарцима. Међутим, неки научници нису престали да користе ову реч и са женама, а скоро су неке групе жена почеле да себе називају трансвеститима.

### Друге групе које не потпадају под ово значење
Након што су се све ове промене догодиле седамдесетих година, група људи је остала без израза који би их дефинисао: мушкарци који носе женску одећу, идентификују се као мушкарци и као хетеросексуалци. Ова група људи није била задовољна речју трансвестизам. У српском језику и даље не постоји тачна реч за ову групу људи, док се у енглеском користи cross-dresser. Ова група се често дистанцира од људи који себе сматрају хомосексуалцима или транссексуалцима и често сматрају да њихово понашање не потпада под фетиш. Вероватно се због ове појаве појавила експлицитна дефиниција трансвеститског фетишизма, различита од само трансвестизма.

## Закључак
Постоје различита значења ове речи. Неке од њих су контрадикторна, али оно што имају заједничко је:
- Описује понашање људи који носе одећу пола које је другачије од њиховог пола закљученог по рођењу без доношења закључка зашто то раде.
- Обично не укључује фетиш и не укључује транссексуалност.